# Daniel Marino
Daniel Marino (nacido el 7 de octubre de 1940) es un mafioso italo estadounidense y miembro de la familia criminal Gambino. Fue identificado como miembro del grupo de líderes de la familia, junto a John Gambino y Bartolomeo Vernace, en 2009.
El 23 de junio de 1963, Marino se declaró inocente de agresión. Él y varios primos fueron acusados de agredir a un agente del FBI en el exterior de una iglesia católica de Brooklyn.  En ese momento se estaba celebrando una misa de réquiem por Carmine Lombardozzi, figura de la familia del crimen y tío de Marino.
El 20 de abril de 1993, Marino fue acusado junto a otras personas de conspiración para asesinar.  La víctima era Thomas Spinelli, que había planeado testificar ante un gran jurado sobre el control de la Cosa Nostra de la industria privada del transporte de basura en la ciudad de Nueva York.
En 1995, Anthony Casso, un subjefe de los Lucchese que se hizo testigo del gobierno, identificó a Marino como co-conspirador en un intento fallido de asesinato del jefe de los Gambino John Gotti.
En 2010, Marino se declaró culpable de un cargo de conspiración por aprobar el asesinato del informante Frank Hydell (sobrino de Marino por parte de esposa). La familia Gambino sospechaba que Hydell se había convertido en informante del Gobierno y pidió permiso a Marino, entonces en prisión, para matar a Hydell. Marino fue condenado a cinco años de prisión en 2011. Salió de prisión el 27 de agosto de 2014.